# Croton repens
Espèce
Croton repens est une espèce de plantes à fleurs du genre Croton et de la famille des Euphorbiaceae, présente du Mexique jusqu'en Amérique centrale.
Il a pour synonymes :
- Ocalia betulina, Klotzsch
- Oxydectes repens, (Schltdl.) Kuntze